# 寬納 (德克薩斯州)
寛納（英語：Quanah）是一個位於美國德克薩斯州哈德曼縣的城市。根據2010年美國人口普查，該地共人口2641人，而該地的面積約為9.00平方千米。同時該地也是哈德曼縣的縣治。

## 地理
寛納的座標為34°17′44″N 99°44′31″W / 34.29556°N 99.74194°W，而該地的平均海拔高度為479米（即1572英尺）。